# آن ماكفيرسون
آن ماكفيرسون (بالإنجليزية: Ann McPherson)‏ هي طبيبة بريطانية، ولدت في 22 يونيو 1945 في Golders Green ‏ في المملكة المتحدة، وتوفيت في 28 مايو 2011.

## وصلات خارجية
- آن ماكفيرسون على موقع IMDb (الإنجليزية)